# Hugh Howey
Hugh Howey este un scriitor american, cunoscut pentru populara serie Silozul, pe care a publicat-o singur cu ajutorul sistemului Kindle Direct Publishing de la Amazon.com.

## Biografie
Hugh Howey s-a născut în Statele Unite ale Americii în 1975. El a crescut în Monroe, Carolina de Nord și a fost pasionat în copilărie de fotbal, șah și calculatoare. După terminarea școlii s-a mutat la Charleston, unde a urmat colegiul. Pentru a economisi bani, și-a cumpărat o mică ambarcațiune pe care să locuiască.
După absolvire a pornit pe mare spre sud și a petrecut o perioadă navigând între insulele arhipelagului caraibian și coasta de est a Statelor Unite. În timpul uneia dintre călătorii a cunoscut-o pe Amber, care avea să-i devină soție. Cei doi s-au stabilit în Jupiter, Florida, unde trăiesc împreună cu câinele lor, Bella.

## Cariera scriitoricească
După ce s-a stabilit la casa lui, Howey a decis să scrie despre locurile și aventurile fantastice pe care și le imagina. Prima sa povestire prezenta viața unui personaj inspirat de soția sa, Molly Fyde.
În 2011 a scris povestirea "Wool", care avea să constituie punctul de plecare al seriei care l-a făcut celebru: Silozul. Prima carte a fost publicată inițial la o editură mică. După aceea s-a decis să publice prin intermediul sistemului Kindle Direct Publishing de la Amazon.com, datorită libertății date de publicarea în regim propriu. După ce seria a devenit populară, a început să scrie noi texte în cadrul ei. În 2012, Howey a început să solicite drepturi de autor pe plan internațional și a semnat un contract cu Brazilia. Drepturile de ecranizare ale seriei au fost achiziționate de 20th Century Fox, după ce studiourile Lionsgate și-au exprimat și ele interesul.
În 2012, Howey a semnat un contract cu Simon and Schuster pentru a distribui Silozul librăriilor din SUA și Canada. Contractul îi permitea lui Howey să continue vânzarea online, deși pentru asta a refuzat o ofertă cu șapte cifre și s-a mulțumit cu una care avea doar șase.

## Opera

### Saga Bern
- Molly Fyde and the Parsona Rescue (2009)
- Molly Fyde and the Land of Light (2010)
- Molly Fyde and the Blood of Billions (2010)
- Molly Fyde and the Fight for Peace (2010)

### Silozul
- Wool (2011)
- Wool: Proper Gauge (2011)
- Wool: Casting Off (2011)
- Wool: The Unraveling (2011)
- Wool: The Stranded (2012)
- First Shift: Legacy (2012)
- Second Shift: Order (2012)
- Third Shift: Pact (2013)
- Dust (2013)

Ediții omnibus
- Wool Omnibus Edition (Wool 1-5) (2012)

ro. Silozul - editura Nemira, 2014
- Shift Omnibus Edition (Shift 1-3) (2013)

ro. Silozul. Începuturile-editura Nemira,  2015

### Seria Sand
- The Belt of the Buried Gods (2013)
- Out of No Man's Land (2013)
- Return to Danvar (2013)
- Thunder Due East (2013)
- A Rap Upon Heaven's Gate (2014)

Ediții omnibus
- Sand Omnibus Edition (Sand 1-5) (2014)

### Alte romane și nuvele
- Half Way Home (2010)
- The Plagiarist (2011)
- The Hurricane (2011)
- I, Zombie (2012)
- The Walk Up Nameless Ridge (2012)

### Ca editor
- The Apocalypse Triptych (2014) - cu John Joseph Adams)[13][14][15]